# Suva Football Club
Maillots
Actualités

Suva FC est un club fidjien de football basé à Suva sur l'île de Viti Levu.

## Palmarès
- Ligue des champions de l'OFC :
  - Finaliste : 2023

- Championnat des Fidji (4) :
  - Vainqueur : 1996, 1997, 2014, 2020
  - Vice-champion : 1980, 1981, 1985, 2006, 2012, 2022

- Coupe des Fidji (4) :
  - Vainqueur : 1995, 2012, 2020, 2022
  - Finaliste : 1994, 2014